# Iermata Neagră, Arad
Iermata Neagră (maghiară Feketegyarmat, Gyarmat) este un sat în comuna Zerind din județul Arad, Crișana, România.
Localitatea este  recunoscută prin renumele Bisericii Reformate Iermata Neagră, ce a rezultat dintr-un edificiu medieval, transformat în etape succesive, până în secolul al XIX-lea. Cele mai multe informații despre edificiu și intervențiile de refacere și prelungire a acestuia ne parvin după secolul al XVIII-lea. Cele mai importante elemente păstrate din edificiul medieval sunt frescele, redescoperite în anul 2000 pe peretele sudic al bisericii. În jurul bisericii medievale a funcționat un cimitir, în săpătură fiind descoperite trei morminte.
In 2007 s-a realizat un sondaj arheologic cu scopul de a surprinde planimetria primei biserici suprapuse de cea actuală și cezurile dintre acestea. Astfel, pe latura nordică a fost surprinsă cezura dintre prima biserică și prelungirea vestică a acesteia, care a suprapus colțul de nord-vest al bisericii romanice, la care s-a adosat ulterior un contrafort oblic de cărămidă. Sondajul de pe latura sudică a surprins fundația de cărămidă a primei bisericii cu un contrafort de cărămidă dispus perpendicular, probabil pe umărul de sud-est al acesteia, precum și cezura dată de prelungirea estică a vechii biserici. Colectiv: George Pascu Hurezan – responsabil, Florin Mărginean, Victor Sava (Complexul Muzeal Arad), Tamás Emődi (Eparhia Reformată Piatra Craiului)

## Bibliografie

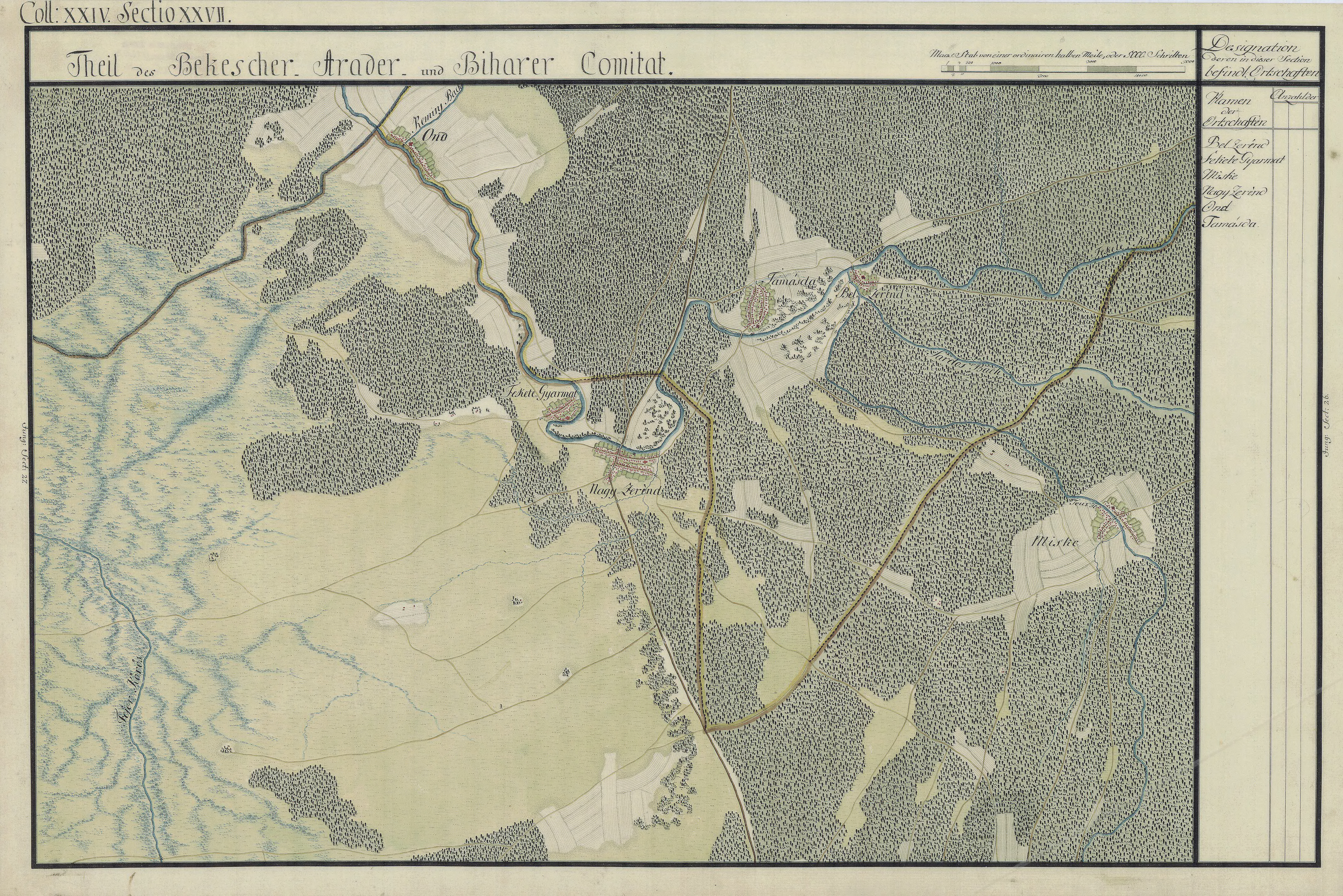
Iermata Neagră în Harta Iozefină a Comitatului Arad, 1782-85